# Władysław Świacki
Władysław Świacki ps. Sęp (ur. 1900, zm. 1972) – żołnierz ZWZ i AK na terenie Okręgu Białostockiego, Obwód Grajewski. Pełnił funkcję szefa granatowej policji w Grajewie z polecenia AK. Szef wywiadu w sztabie obwodu, adiutant komendy Obwodu. Adiutant konspiracyjnego 9 pułku strzelców konnych AK, wraz z którym uczestniczył w stoczonej w ramach akcji „Burza” bitwie z Niemcami na Czerwonym Bagnie w dniach 8/9 września 1944 roku.
Autor pamiętników wydanych w 2007 r. pod tytułem: „Pamiętnik przechowany w beczce”.

## Ordery i odznaczenia
- Krzyż Srebrny Orderu Virtuti Militari nr 13347[2]
- Krzyż Walecznych
- Srebrny Krzyż Zasługi z Mieczami